# 大崎町 (東京府)
大崎町（おおさきまち）は、東京府荏原郡にかつて存在した町である。東京都品川区の北部に位置している。
中心部は五反田駅周辺であり、現在でも大崎郵便局は西五反田に所在する。

## 地理

### 河川・池沼
- 目黒川

### 丘陵
- 袖ヶ崎 （大字上大崎）[1]
- 千代ヶ崎 （大字上大崎）[1]
- 霞ヶ崎 （大字下大崎）[1]
- 森ヶ崎 （大字上大崎）[1]
- 上大崎 （大字上大崎）[1]
- 下大崎 （大字下大崎）[1]
- 亀甲島 （大字桐ヶ谷）[1]

## 沿革
- 1889年（明治22年）5月1日 - 町村制の施行に伴い、下大崎村、上大崎村、桐ヶ谷村、居木橋村の全域と、以下の3村の各一部が合併して大崎村が発足（カッコ内は残部の編入先）。
  - 谷山村（平塚村）
  - 白金村（東京市芝区）
  - 北品川宿（品川町）
  - 白金猿町（東京市芝区）
- 1908年（明治41年）8月1日 - 大崎村が町制施行して大崎町となる。
- 1932年（昭和7年）10月1日 - 荏原郡全域が東京市に編入。大崎町域は品川区の一部となる。
- 1947年（昭和22年）3月15日 - 品川区が荏原区と合併し、改めて品川区を設置。

## 人口
- 1920年　 34,837
- 1925年　 48,476
- 1930年　 53,780

## 施設
- 陸軍衛生材料廠 - 上大崎字長者丸[1]
- 大崎町警察署 - 下大崎字谷在家308番地
- 谷山郵便局 - 桐ヶ谷字幡ヶ谷下363番地
- 桐ヶ谷火葬場 - 桐ヶ谷字原154番地
- 袖ヶ崎島津邸 - 上大崎字袖ヶ崎

## 経済

### 工業・商業
- 星製薬 - 居木橋[1]
- 明電舎 - 居木橋字寺田276番地[1]
- 東京製綱 - 居木橋字宮前294番地
- 日本精工 - 居木橋字辻田363番地
- 園池製作所 - 居木橋字百反855番地[1]
- 藤倉電線 - 下大崎字五反田251番地[1]
- 藤森工業所 - 谷山字峰下141番地、1914年創業
- 吉沢商店 - 上大崎字西ノ谷227番地、撮影所、1908年開所・1912年合併閉所
- 目黒蒲田電鉄本社 - 上大崎字西ノ谷239番地[1]
- 白木屋五反田店 - 下大崎、1928年開店
- 城南信用組合 - 下大崎字谷在家371番地

### 映画館
- 目黒キネマ - 上大崎字天久保621番地、1923年開館・1945年焼失閉館[1]
- 大崎館 - 下大崎字谷在家377番地、1910年代開館
- 大崎キネマ - 桐ヶ谷字幡ヶ谷上354番地
- 龜齢館 - 桐ヶ谷696番地
- 五反田館 - 谷山字大境43番地、1928年前後開館

## 教育
- 立正大学 - 谷山字峰原147番地

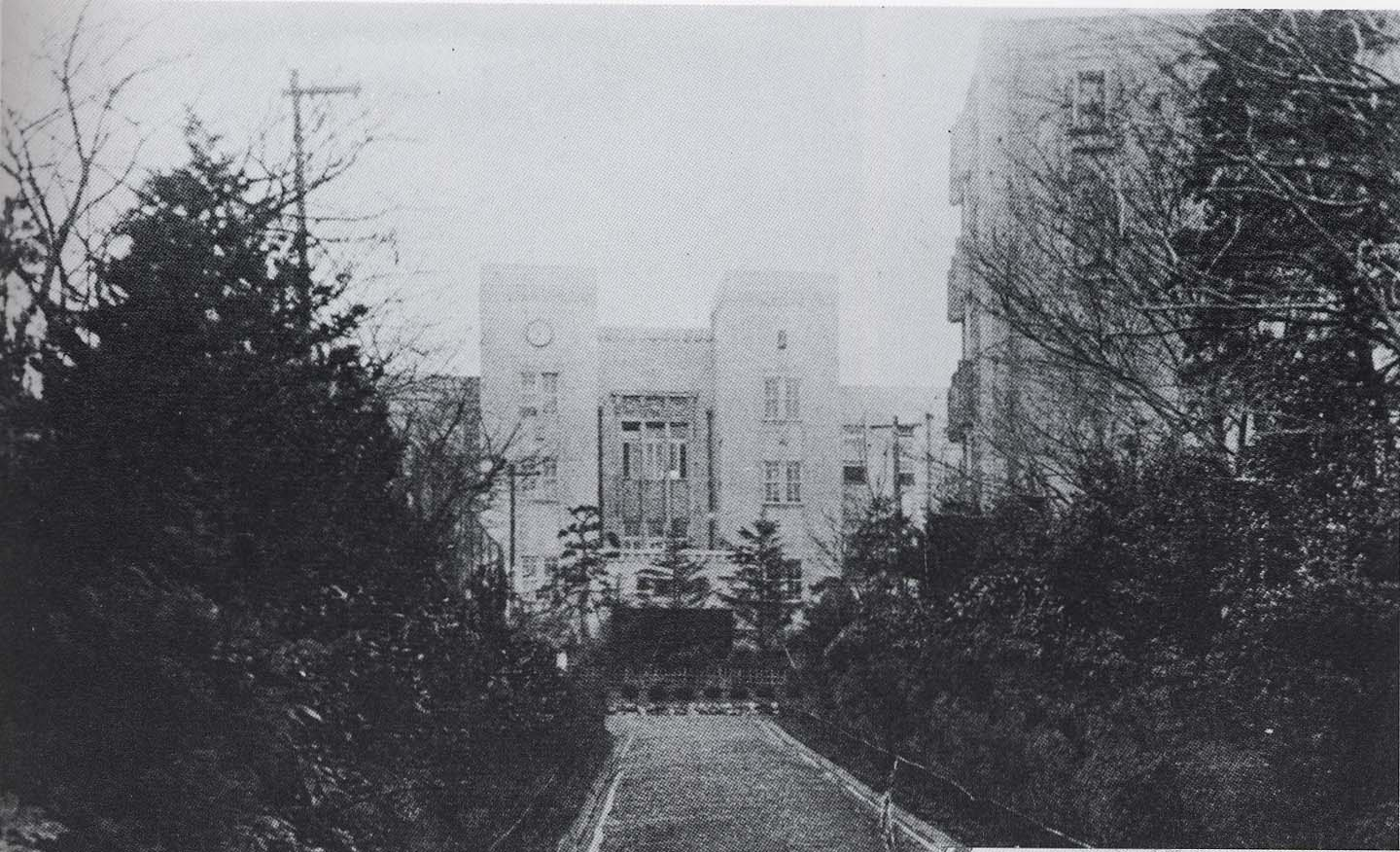
立正大学（1923年）

- 立正中学校 - 谷山字峰腹147-168,175番地
- 立正実務学校
- 武蔵高等工科学校 - 谷山字峰下133-137番地
- 攻玉社高等工学校 - 桐ヶ谷字小平476-484番地
- 攻玉社中学校
- 東京女子商業学校 - 桐ヶ谷字谷戸814-817番地
- 東京女子実務学校
- 大崎商工実務学校
- 大崎青年訓練所
- 大崎実修女学校
- 大崎町立大崎女子実業補習学校
- ドレスメーカー女学院 - 上大崎字西ノ谷229番地
- 大崎尋常夜学校
- 大崎町立芳水尋常小学校 - 居木橋字原畑通199番地
- 大崎町立第一日野尋常小学校 - 桐ヶ谷字第六天393-394番地
- 大崎町立第二日野尋常高等小学校 - 下大崎字霞ヶ崎102番地
- 大崎町立第三日野尋常小学校 - 上大崎字上ノ谷509-510番地
- 大崎町立第四日野尋常小学校 - 桐ヶ谷字谷戸窪558-565番地
- 大崎町立第五日野尋常小学校 - 下大崎字袖ヶ崎下417-418番地
- 大崎幼稚園 - 桐ヶ谷字幡ヶ谷上273番地
- 目黒幼稚園 - 上大崎字中丸440番地

## 名所
- 雉子宮 - 上大崎字坂下179番地
- 桐ヶ谷の瀧 - 桐ヶ谷[1]

## 交通

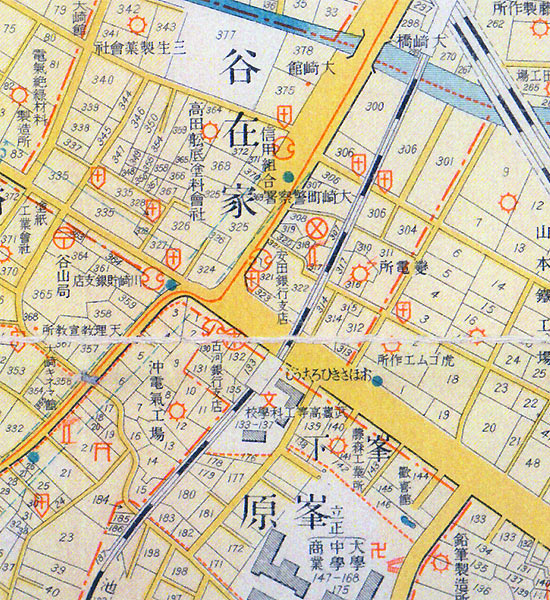
大崎広小路駅付近の地図。谷在家・峯下・峯原といった小字が見える。

### 鉄道
- 国鉄（現JR東日本）
  - 山手線：目黒駅 - 五反田駅 - 大崎駅
- 目黒蒲田電鉄（現東京急行電鉄）
  - 目蒲線：目黒駅 - 不動前駅
- 池上電気鉄道（現東京急行電鉄）
  - 池上線：五反田駅 - 大崎広小路駅 - 桐ヶ谷駅（1953年廃駅）
- 東京都電車
  - 目黒線：目黒駅前電停（上大崎駅は芝区に所在）
  - 五反田線：五反田駅前電停

目黒駅は町域内の大字上大崎字長峰通に、東京都電車の上大崎電停は芝区に所在する。本町の中心地域に近いのは五反田駅であるが、町外れにある大崎駅の方が先に開業したため、大崎の名を譲った。埼京線、湘南新宿ライン、東京臨海高速鉄道りんかい線の大崎駅、都営地下鉄浅草線の五反田駅は、当時（1889年 - 1932年）は存在しなかった。

### 道路
現在の呼称。
- 山手通り

## 大字
| 旧町村名（1889年以前） | 大崎村大字（1889年現在） | 品川区の町名（1932年現在）                               | 備考 |
| ---------------------- | ------------------------ | -------------------------------------------------------- | ---- |
| 上大崎村               | 上大崎                   | 五反田3丁目、上大崎1丁目-5丁目、上大崎中丸、上大崎長者丸 |      |
| 下大崎村               | 下大崎                   | 五反田1・2・5・6丁目、下大崎2丁目                        |      |
| 谷山村                 | 谷山                     | 五反田4丁目、大崎本町1丁目、東大崎4丁目                  |      |
| 桐ヶ谷村               | 桐ヶ谷                   | 西大崎1丁目-4丁目、大崎本町2・3丁目                      |      |
| 居木橋村               | 居木橋                   | 東大崎1・2・3・5丁目                                     |      |
| 芝区白金猿町           | 白金猿町                 | 下大崎1丁目                                              |      |

## 小字
- 大字上大崎
  - 字子ノ神下、本村、本村附、本村附川通、田中、川通、三島下、清水久保、中丸、池ノ谷、森ヶ崎、西ノ谷、鳥久保、今里、六軒茶屋、永峯通、天久保、千代ヶ崎、長者丸
- 大字下大崎
  - 字台町裏、篠ノ谷、平岡、霞ヶ崎、霞ヶ崎下、坂下、袖ヶ崎、五反田、谷在家、野守、神ヶ崎下、池下、道場谷
- 大字谷山
  - 字松葉、大境、本村附、峯下、峯原、池ノ台、野崎
- 大字桐ヶ谷
  - 字向原、原、宮ノ上、谷ノ中、幡ヶ谷上、幡ヶ谷下、第六天、宮ノ下、小平、座頭窪、谷戸窪、根カラミ、亀ノ甲、花ヶ谷、谷戸
- 大字居木橋
  - 字八重苅、原畑通、寺田、宮前、松ノ木、辻田、本村、百反
- 大字白金猿町
  - 小字なし

## 現在の地名
大崎、東五反田、西五反田、上大崎（いずれも大体の範囲）

## 出身人物
当町、および有史以降品川区に合併する以前の地域の出身人物の一覧である。
- 小原鐵五郎（1899年生） - 実業家
- 島津忠秀（1912年生） - 水産学者、島津宗家31代当主（上大崎字袖ヶ崎）
- 露原千草（1918年生） - 女優
- 西沢道夫（1921年生） - 野球選手